# Cinnamomum grandis
Cinnamomum grandis är en lagerväxtart som beskrevs av André Joseph Guillaume Henri Kostermans. Cinnamomum grandis ingår i släktet Cinnamomum och familjen lagerväxter. Inga underarter finns listade i Catalogue of Life.